# Tournefortia brevilobata
Tournefortia brevilobata là loài thực vật có hoa trong họ Mồ hôi. Loài này được K. Krause miêu tả khoa học đầu tiên năm 1906.